# Підгірці (Стрийська міська громада)
Підгі́рці — село в Україні, у Стрийському районі Львівської області. Населення становить 846 осіб. Орган місцевого самоврядування — Стрийська міська громада.

## Географія
Понад селом протікає річка Жижава, права притока Стрию.

## Історія
Перша згадка — 1467 р.
У 2 пол. XIX ст. на місці оборонного замку Юзефа Яблоновського Бруніцькими було зведено палац та закладено парк. На території колишнього панського маєтку в Підгірцях тепер розташований Стрийський аграрний коледж Львівського ДАУ.

1 серпня 1934 р. в Стрийському повіті Станиславівського воєводства було створено гміну Дашава з центром в Дашаві. В склад гміни входили сільські громади: Ходовичі, Дашава, Гельсендорф, Комарів, Лотатники, Олексичі, Підгірці, Стриганці, Піщани (в 1934 році село мало назву Татарське), Верчани і Йосиповичі.

## Політика

### Парламентські вибори, 2019
На позачергових парламентських виборах 2019 року у селі функціонувала окрема виборча дільниця № 461485, розташована у приміщенні школи.
Результати
- зареєстровано 666 виборців, явка 66,37%, найбільше голосів віддано за «Слугу народу» — 23,76%, за партію «Голос» — 21,04%, за всеукраїнське об'єднання «Батьківщина» — 14,93%.[2] В одномандатному окрузі найбільше голосів отримав Андрій Гергерт (Всеукраїнське об'єднання «Свобода») — 17,69%, за Василя Загороднього (самовисування) — 13,83%, за Володимира Наконечного (Слуга народу) — 13,61%[3].

## Транспорт
Через село проходить О141803, обласна дорога місцевого значення. Між селами Верчани і Підгірці дорога перетинає річку Жижава.

## Пам'ятки
- Дерев'яна церква Зіслання Святого Духа (1810 р., 1824 р.). Внесена до реєстру пам'яток архітектури національного значення за охоронним номером 519/1.
- Дзвіниця церкви Зіслання Святого Духа (1810 р.). Внесена до реєстру пам'яток архітектури національного значення за охоронним номером 519/2.
- Палац Бруницьких (друга половина XIX ст.). Внесений до реєстру пам'яток архітектури місцевого значення за охоронним номером 2048-м.
- Підгірцівський парк — пам'ятка садово-паркового мистецтва загальнодержавного значення.
- Пам'ятник Тарасові Шевченку. Скульптор В. Одрехівський. Встановлено у 1992 році. Внесено до реєстру пам'яток монументального мистецтва місцевого значення за охоронним номером 1726.

## Персоналії

### Померли
- Бруницький Юліан (1864–1924) ― барон, поміщик, природознавець, депутат Народного сейму Галичини IX-ї і X-ї каденцій.

## Фотографії

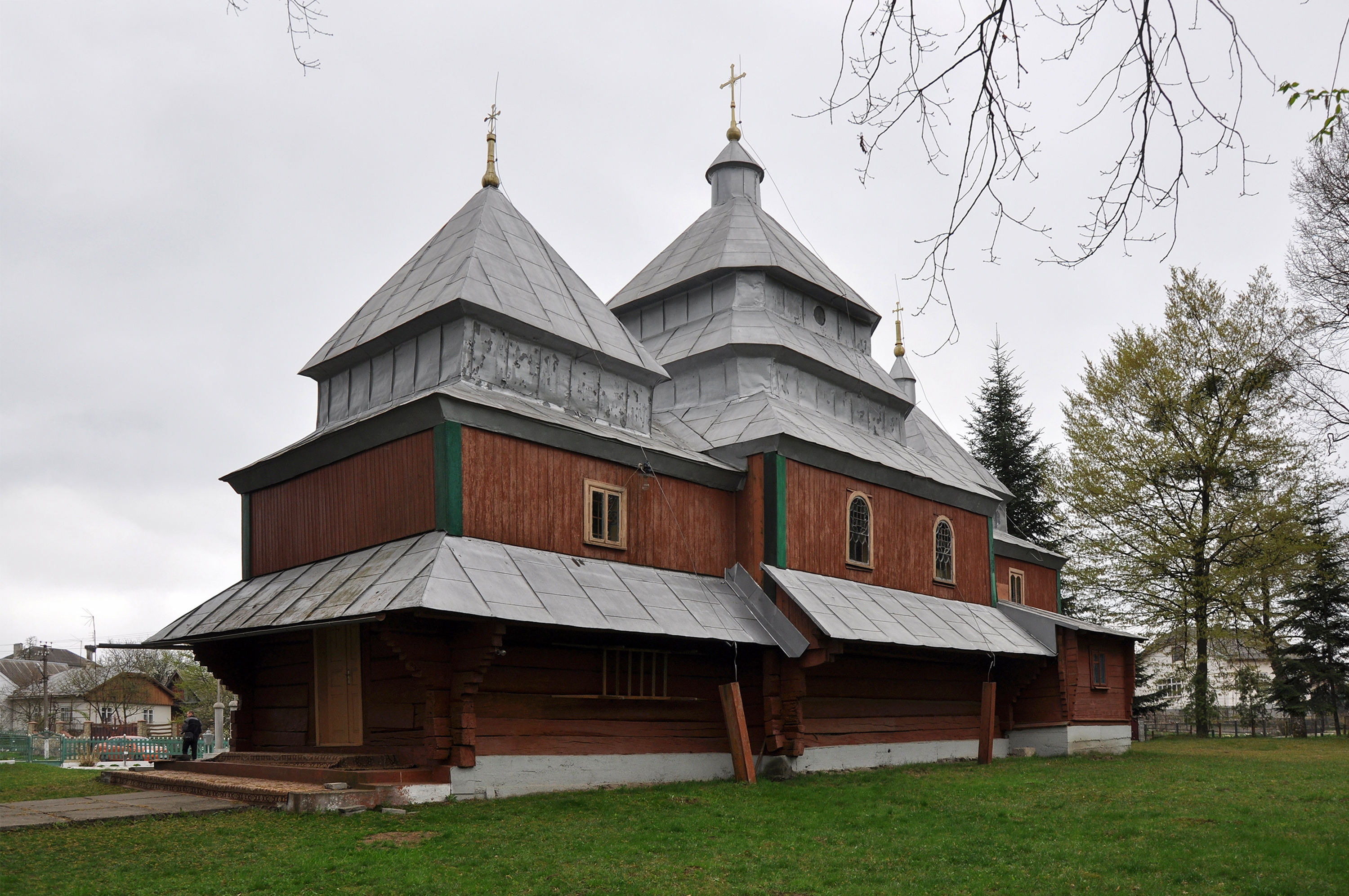
Дерев’яна церква Зіслання Святого Духа
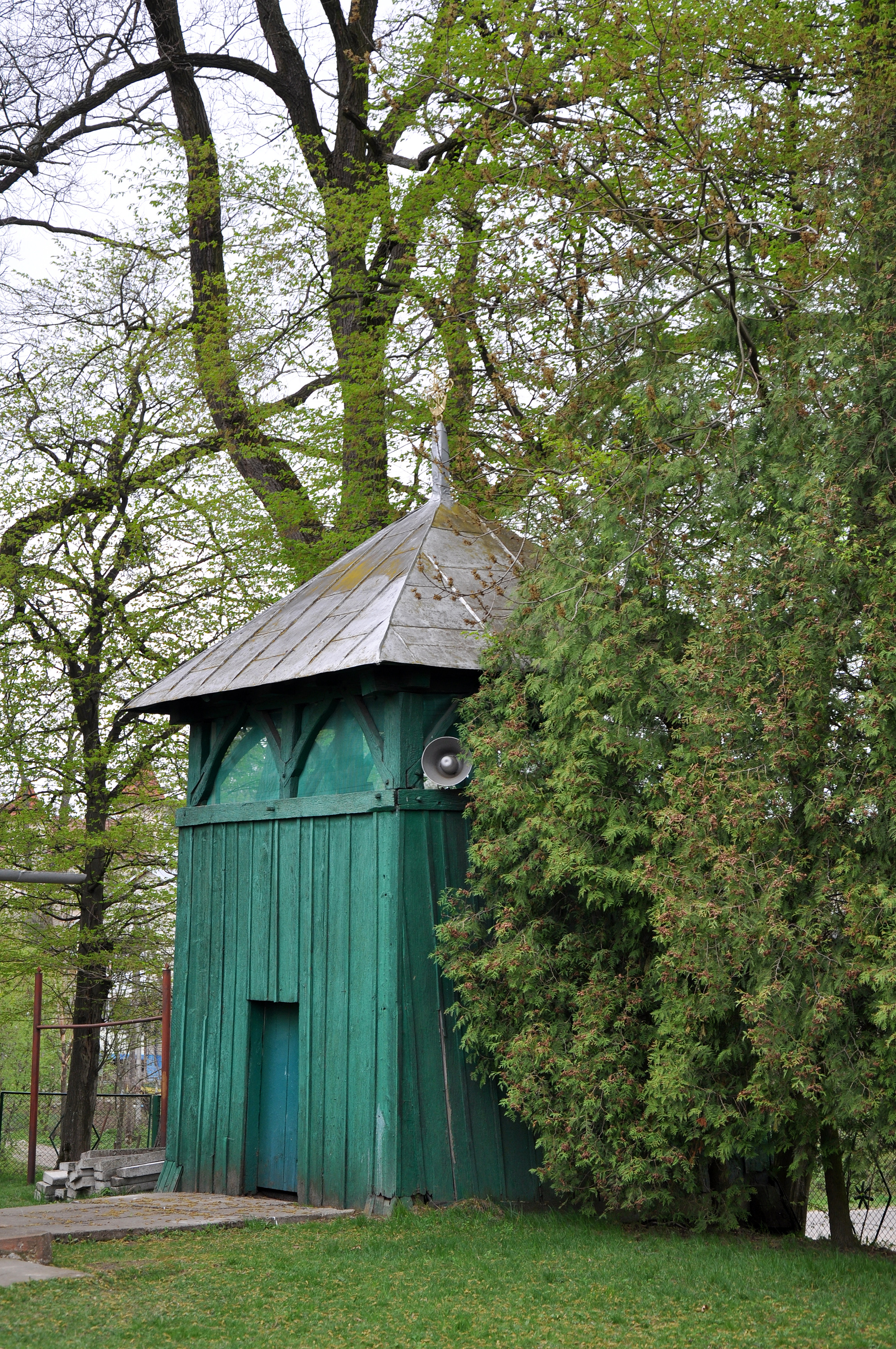
Дерев’яна дзвіниця
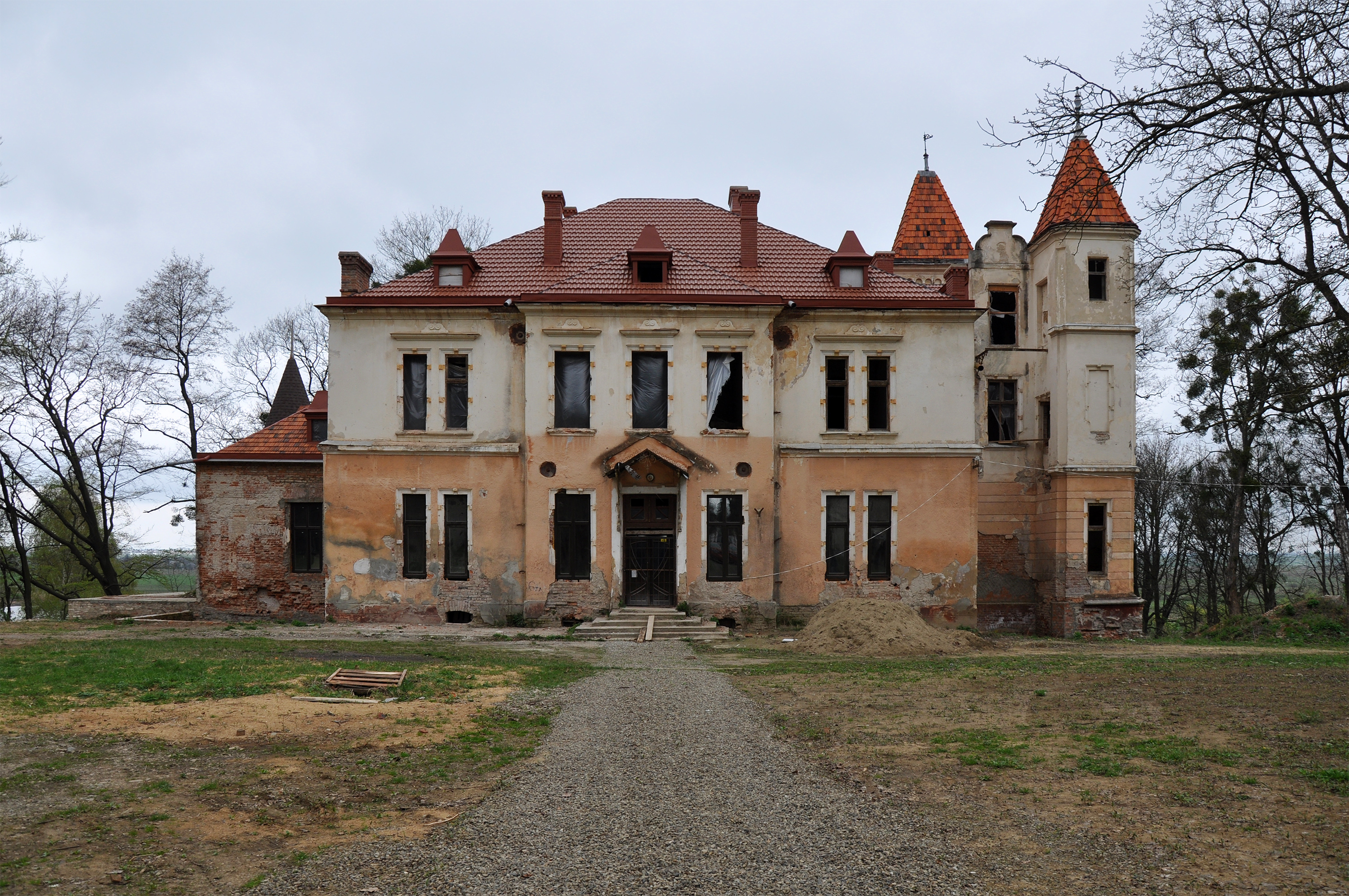
Палац Бруницьких
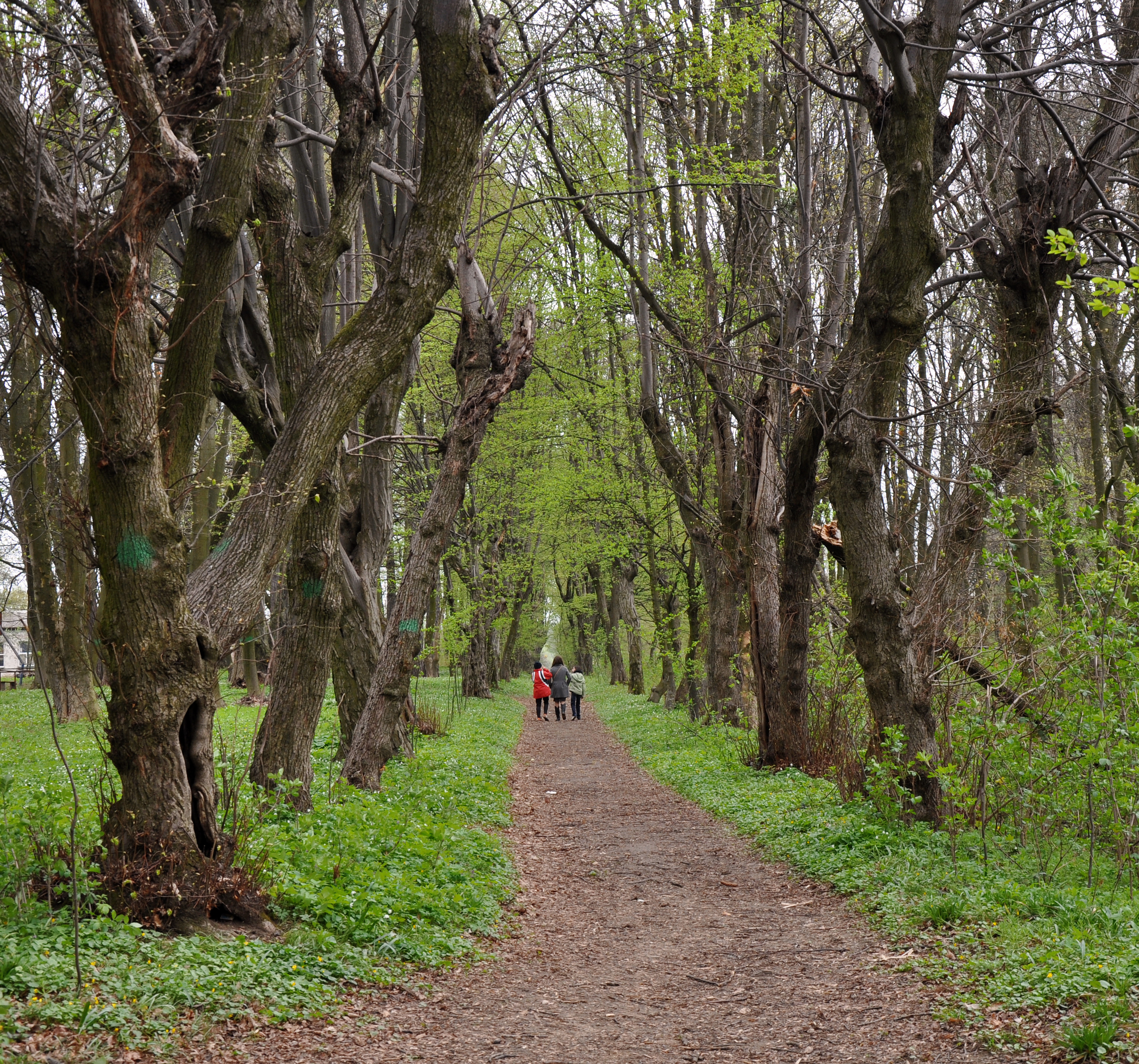
Парк